# Regierungsbildung in Österreich 2019
Die Verhandlungen zur Regierungsbildung in Österreich 2019 folgten auf die vorgezogene Nationalratswahl am 29. September. Zunächst kam es zwischen dem 8. Oktober und dem 8. November zu Sondierungsgesprächen zwischen Vertretern der Österreichischen Volkspartei (ÖVP), die aus der Wahl als stärkste Kraft hervorgegangen und deren Obmann Sebastian Kurz bereits von Dezember 2017 bis Mai 2019 als Bundeskanzler fungiert hatte, mit den übrigen vier im Nationalrat vertretenen Parteien.
Am 18. November nahmen ÖVP und Grüne Verhandlungen über die Bildung einer neuen Regierung auf Basis einer Türkis-Grünen Koalition auf. Am 1. Jänner 2020 wurde eine Einigung zwischen den beiden Parteien erzielt, die auch von den zuständigen Gremien der beiden Parteien abgesegnet wurde. Am 7. Jänner wurde die Bundesregierung Kurz II angelobt.
Derartige Konstellationen als Schwarz-grüne Koalition hatte es zuvor bereits auf Länder- und Gemeindeebene gegeben, ein Zustandekommen auf Bundesebene ist aber ein Novum der österreichischen Politik. Koalitionsgespräche zwischen der ÖVP und Grünen hat es bereits nach der Nationalratswahl 2002 gegeben, damals konnte aber keine Einigung erzielt werden.

## Ausgangslage
Als Ergebnis der im September abgehaltenen Nationalratswahl wurde der Spitzenkandidat und Parteiobmann der stimmenstärksten Partei im neuen Nationalrat, der ÖVP-Chef Kurz, eine Woche nach der Wahl, am 7. Oktober 2019, von Bundespräsident Alexander Van der Bellen mit der Regierungsbildung beauftragt.
Um über eine parlamentarische Mehrheit von 92 Sitzen zu verfügen, waren drei Zweierkoalitionen möglich:
- ÖVP + SPÖ = 111 Sitze
- ÖVP + FPÖ = 102 Sitze
- ÖVP + Grüne = 97 Sitze

Nach den eineinhalb Jahren der ÖVP-FPÖ-Regierungskoalition, die bis zur Ibiza-Affäre im Mai 2019 Bestand hatte, bestand damit eine Alternative zu einer Regierung mit FPÖ-Beteiligung, aber auch eine Regierungskonstellation abseits der davor länger bestehenden Großen Koalition (ÖVP und SPÖ):
Zum zweiten Mal seit der Nationalratswahl des Jahres 2002 war eine Zweierkoalition aus ÖVP und den Grünen rechnerisch möglich. Die Grünen hatten 10 Prozentpunkte zugelegt. Da auch in Österreich die Bewegung Fridays for Future und die Diskussionen um den Klimawandel breiten medialen Raum eingenommen hatten, wurde die Koalition bestehend aus den beiden Wahlsiegern, ÖVP und Grünen, für wahrscheinlich gehalten.
Die Grünen waren nach der Wahl 2017 – auch durch die Abspaltung der Liste Pilz – nicht mehr im Nationalrat vertreten und stellten nach dem überraschenden hohen Wahlerfolg 2019 ihr Parteiteam in Hinblick auf eine mögliche Regierungsbeteiligung neu auf.
Eine Koalition der ÖVP nur mit den NEOS hätte über keine Mehrheit im Parlament verfügt (ÖVP + NEOS = 86 Sitze), diese Partei wäre nur als dritter Partner in Frage gekommen.

## Sondierungsgespräche
Am 8. Oktober 2019 begann Sebastian Kurz mit Sondierungsgesprächen mit den Parteivorsitzenden der übrigen im Parlament vertretenen Parteien, Pamela Rendi-Wagner (SPÖ), Norbert Hofer (FPÖ), Werner Kogler (Die Grünen) und Beate Meinl-Reisinger (NEOS). Die Sondierungsgespräche vor der eigentlichen Regierungsverhandlung sind in der österreichischen Innenpolitik seit 2000 üblich.
Kurz nominierte Elisabeth Köstinger, Gernot Blümel, Stefan Steiner, Margarete Schramböck und August Wöginger für sein Team für die Regierungsverhandlungen. Köstinger, Blümel und Steiner waren bereits 2017 Teil der Steuerungsgruppe.
Am Ende der ersten Woche nach der Wahl, am 11. Oktober 2019, gab FPÖ-Chef Norbert Hofer bekannt, die Sondierungsgespräche mit der ÖVP vorerst zu beenden. Ein Minus von rund 10 Prozentpunkten bei der Wahl würde keinen Wählerwillen an einer freiheitlichen Regierungsbeteiligung erkennen lassen.
Das SPÖ-Verhandlungsteam bestand aus Pamela Rendi-Wagner, Peter Kaiser, Doris Bures, Rainer Wimmer, Jörg Leichtfried und Michael Ludwig. Die SPÖ beendete die Gespräche schon nach einem ersten Treffen, da sie sich nicht mit den parallelen Gesprächen mit anderen Parteien einverstanden sah.
Das Sondierungsteam von NEOS bestand neben Beate Meinl-Reisinger aus Sepp Schellhorn, Nikolaus Scherak, Andrea Klambauer, Nick Donig und Robert Luschnik.
NEOS beendeten die Gespräche am 24. Oktober 2019 nach dem zweiten Termin, man hielt weitere Sondierungen bis zu echten Regierungsverhandlungen für unnötig.
Werner Kogler gab am 15. Oktober 2019 sein Sondierungsteam bekannt. Neben ihm selbst bestand dies aus Birgit Hebein, Leonore Gewessler, Rudolf Anschober, Alma Zadić und Josef Meichenitsch.
Die beiden Parteien einigten sich – trotz großer inhaltlicher Differenzen in den Wahlprogrammen – schon sehr schnell auf fünf Kernthemen: Bildung, Migration, Wirtschaft, Transparenz und Klimakrise. Beide Seiten bezeichneten das Gesprächsklima als positiv.
Die Sondierungsgespräche wurden mit 8. November 2019 für beendet erklärt. Die Grünen beschlossen im Erweiterten Bundesvorstand (EBV) am 10. November, in die Regierungsverhandlung einzutreten. Kurz gab dasselbe für die ÖVP – nach Gesprächen innerhalb der Partei als einstimmige Entscheidung – tags darauf bekannt.

## Koalitionsverhandlungen
Am 15. November 2019 wurde bekanntgeben, dass die Teams für die insgesamt 36 Verhandlungsgruppen fertig zusammengestellt seien. Mehr als 100 Verhandler versuchten ab dem 18. November 2019 in sechs Hauptgruppen und 30 Fachgruppen, ein Regierungsprogramm zusammenzustellen.

### Hauptgruppe Staat, Gesellschaft und Transparenz
- Leitung: Alma Zadić und Wolfgang Sobotka
- Verhandlungs-Team Grüne: Eva Blimlinger, Georg Bürstmayr, Ulrike Böker, Ulli Fischer, Stephanie Jicha, Daniel Ennöckl, David Ellensohn, Nina Tomaselli, Walter Geyer, Eva Plaz, Marco Schreuder, Heinrich Schellhorn, Hermann Weratschnig
- Verhandlungs-Team ÖVP: Josef Moser, Gernot Blümel, Wolfgang Gerstl, Michaela Steinacker, Johann Singer, Martin Engelberg, Maria Großbauer, Gaby Schwarz, Tanja Graf, Markus Wölbitsch, Alfred Riedl, Norbert Schnedl, Gerald Fleischmann, Karl Schmidhofer, Eva Schütz

### Hauptgruppe Wirtschaft und Finanzen
- Leitung: Josef Meichenitsch und Harald Mahrer
- Verhandlungs-Team Grüne: Jakob Schwarz, Hans Arsenovic, Nina Tomaselli, Elisabeth Götze, Marco Schreuder, Georg Willi, Rainer Fussenegger
- Verhandlungs-Team ÖVP: Gernot Blümel, Margarete Schramböck, Peter Haubner, Karlheinz Kopf, Andreas Hanger, Christoph Zarits, Kurt Egger, Christoph Neumayer

### Hauptgruppe Klimaschutz, Umwelt, Infrastruktur und Landwirtschaft
- Leitung: Leonore Gewessler und Elisabeth Köstinger
- Verhandlungs-Team Grüne: Adi Gross, Gebi Mair, Johannes Rauch, Olga Voglauer, Peter Buocz, Lukas Hammer, Astrid Rössler, Ingrid Felipe, Thomas Waitz, Rüdiger Maresch, Wolfgang Pirklhuber, Barbara Neßler, Karl Steininger (unabhängiger Experte)
- Verhandlungs-Team ÖVP: Stefan Schnöll, Stephan Pernkopf, Georg Strasser, Markus Achleitner, Karlheinz Kopf, Johannes Schmuckenschlager, Thomas Steiner, Andreas Ottenschläger, Hermann Gahr, Josef Moosbrugger, Franz Essl, Franz Hörl, Gabriel Obernosterer, Martha Schultz

### Hauptgruppe Europa, Integration, Migration, Sicherheit
- Leitung: Rudi Anschober und Karl Nehammer
- Verhandlungs-Team Grüne: Ewa Ernst-Dziedzic, Faika El-Nagashi, Meri Disoski, Ulrike Lunacek, Alma Zadić, Sibylle Hamann, Georg Bürstmayr, Monika Vana, Katharina Schuierer, Heinz Hieber, Birgit Hebein
- Verhandlungs-Team ÖVP: Stefan Steiner, Gernot Blümel, Karl Mahrer, Michael Hammer, Karoline Edtstadler, Kurt Hohensinner, Susanne Raab, Erwin Hameseder

### Hauptgruppe Soziale Sicherheit, neue Gerechtigkeit und Armutsbekämpfung
- Leitung: Birgit Hebein und August Wöginger
- Verhandlungs-Team Grüne: Katharina Wiesflecker, Markus Koza, David Ellensohn, Sibylle Hamann, Stefan Kaineder, Ulrike Schwarz, Ewa Ernst-Dziedzic
- Verhandlungs-Team ÖVP: Juliane Bogner-Strauß, Tanja Graf, Gaby Schwarz, Kira Grünberg, Norbert Sieber, Claudia Plakolm, Ingrid Korosec, Christine Haberlander, Christopher Drexler, Wolfgang Hattmannsdorfer, Doris Hummer, Winfried Pinggera, Bernhard Wurzer

### Hauptgruppe Bildung, Wissenschaft, Forschung und Digitalisierung
- Leitung: Sigrid Maurer und Margarete Schramböck
- Verhandlungs-Team Grüne: Eva Blimlinger, Sibylle Hamann, Harald Walser, Marco Schreuder, Martina Berthold, Gottfried Hirz, Andreas Krisch
- Verhandlungs-Team ÖVP: Heinz Faßmann, Therese Niss, Eva-Maria Himmelbauer, Andreas Hanger, Rudolf Taschner, Christine Haberlander

## Einigung und Regierungsprogramm
Am 1. Jänner 2020 wurde eine Einigung zwischen den beiden Parteien erzielt, für die die Grünen noch die Zustimmung ihrer Basisgremien einholen mussten.
Das ausverhandelte Regierungsprogramm wurde am 2. Jänner präsentiert. Kurz sprach dabei davon, dass es „kein Minimalkompromiss“ der teilweise sehr weit entfernten Grundpositionen der beiden Koalitionspartner sei, sondern „das beste aus beiden Welten“. Dabei sind manche Themengebiete primär ÖVP-geprägt, andere primär durch die Grünen. Dadurch könnten beide Parteien „ihre zentralen Wahlversprechen einhalten“.
Am 3. Jänner stimmten der ÖVP-Bundesparteivorstand und der Erweiterte Bundesvorstand der Grünen für den Regierungspakt. Am 4. Jänner stimmten auch 93,18 Prozent der Delegierten des grünen Bundeskongresses für die Koalition.
Am 7. Jänner 2020 wurde die Bundesregierung Kurz II durch Bundespräsident Alexander Van der Bellen angelobt.